# Депортиво Уникоста
Депортиво Уникоста (на испански: Deportivo Unicosta) е бивш колумбийски футболен отбор от Баранкиля, департамент Атлантико. Съществува в периода 1995-1999 г., а през сезон 1996/1997 става шампион на Категория Примера Б.

## История
При първото си участие в Категория Примера Б през 1995 г. Депортиво Уникоста завършва на четвърто място във финалния турнир. В шампионския си сезон финишира на първо място във финалния турнир с 13 точки пред Лансерос Бояка, Депортиво Пасто и Атлетико Кордоба. В дебютния си сезон в Категория Примера А завършва на предпоследното място крайното класиране, а в следващия, явяващ се последен за тима, на последното 18-о място.

## Играчи

### Известни бивши играчи
- Вилсон Перес

## Успехи
- Категория Примера Б
  - Шампион (1): 1996/1997

## Рекорди
- Най-голяма победа: 7:1 срещу Унион Магдалена, 1998 г.
- Най-голяма загуба: 6:0 срещу Атлетико Насионал, 1998 г.